# Cuscuta obtusiflora
Cuscuta obtusiflora là một loài thực vật có hoa trong họ Bìm bìm. Loài này được Kunth mô tả khoa học đầu tiên năm 1818.